# Melese binotata
Melese binotata là một loài bướm đêm thuộc phân họ Arctiinae, họ Erebidae.